# Leucania adjunctoides
Leucania adjunctoides là một loài bướm đêm trong họ Noctuidae.